# Polonia w Wielkiej Brytanii
Polonia w Wielkiej Brytanii – społeczność narodowości polskiej zamieszkująca terytorium Wielkiej Brytanii.
W 2018 Office for National Statistics oszacował liczbę Polonii mieszkającej na terenie Wielkiej Brytanii na 905 000 osób (w tym 832 000 osób urodzonych w Polsce). Według statystyk brytyjskiego urzędu statystycznego, Polki w Wielkiej Brytanii rodzą rocznie 23 tysiące dzieci.

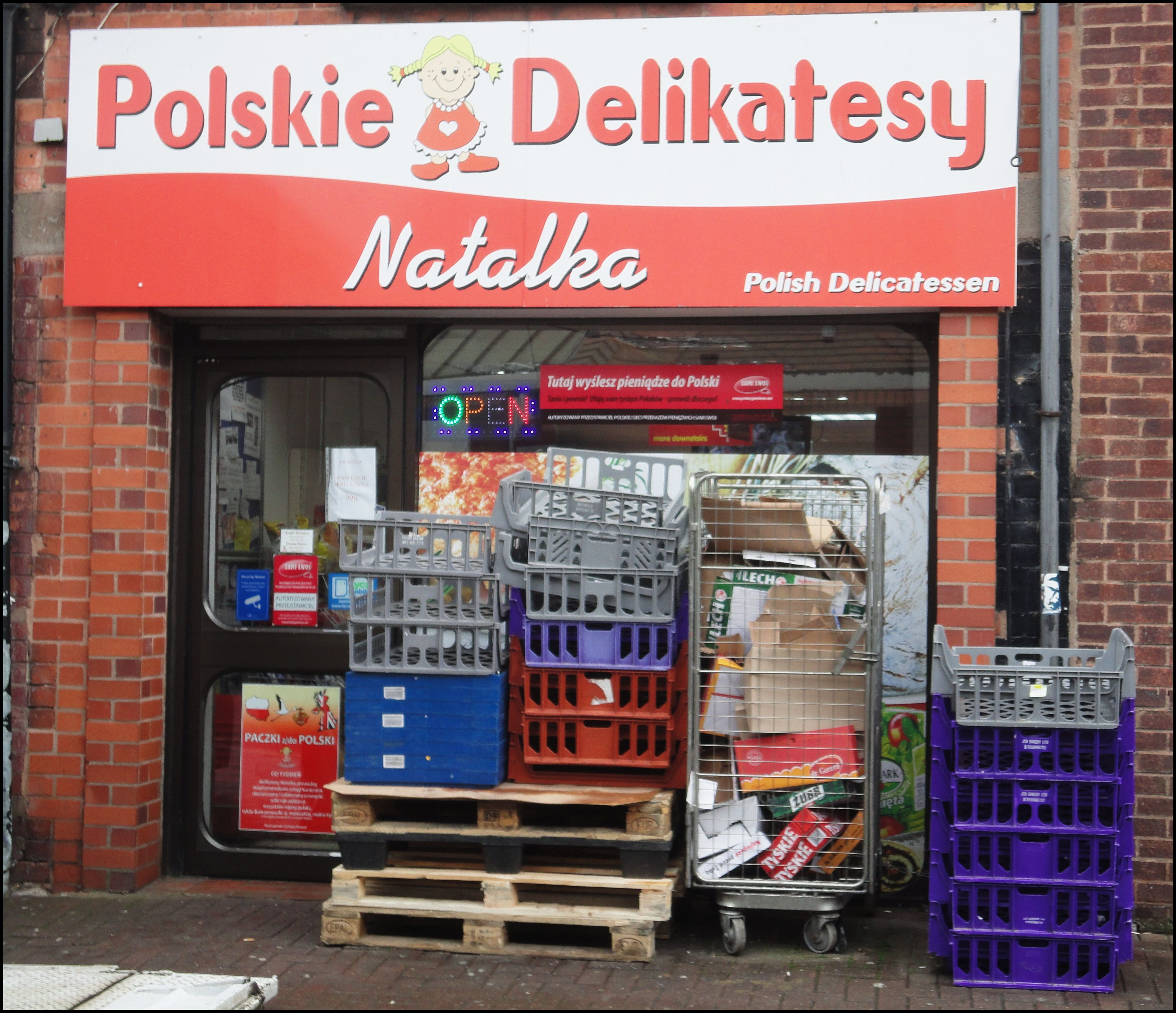
Polski sklep w Wielkiej Brytanii

Polacy to pierwsza pod względem liczebności grupa narodowościowa imigrantów w Wielkiej Brytanii, a język polski to drugi co do popularności język w Anglii i trzeci w Wielkiej Brytanii (po angielskim i walijskim), z około 1% populacji posługującym się nim na co dzień.
Największe ośrodki emigracyjne to: Birmingham, Bradford, Edynburg, Glasgow, Londyn (około 110 tys.) najwięcej w dzielnicy Ealing oraz Hounslow, a następnie miasta Manchester oraz Peterborough (około 24 tys.).
Polonię brytyjską można datować od okresu powstania listopadowego, kiedy to do Londynu dotarła pierwsza polska emigracja polityczna.

## Demografia
W 1931 roku liczba Polaków w Wielkiej Brytanii wynosiła 44 642 osób, a w 1951 roku – 162 339 osób.
W 2003 przed wejściem Polski do Unii Europejskiej w Wielkiej Brytanii mieszkało około 69 tysięcy Polaków. Dziesięć lat później w Wielkiej Brytanii mieszkało około 688 000 Polaków urodzonych w Polsce, co było skutkiem szczególnie szybko rosnącej ich liczby w latach 2004-2008, czyli od wejścia Polski do UE do początku kryzysu gospodarczego z Wielkiej Brytanii.
Na koniec 2017 brytyjski urząd statystyczny oszacował liczbę Polonii mieszkającej na terenie Wielkiej Brytanii na około 1 mln 21 tysięcy osób. W kolejnych latach ich liczba znacznie zmalała do 682 000 w czerwcu 2021 roku, co miało związek z wyjściem Wielkiej Brytanii z Unii Europejskiej, a także z trudnościami na rynku pracy wywołanymi przez pandemię Covid-19. Spadek był skutkiem nie tylko zwiększonej liczby wyjeżdżających z UK Polaków, ale także mniejszej liczby przyjeżdżających.
Według najnowszych szacunków z 2023 roku, liczba Polaków mieszkających w Wielkiej Brytanii utrzymuje się na poziomie około 700–800 tysięcy. Głównymi przyczynami utrzymującej się tendencji spadkowej są zmiany w prawie imigracyjnym po Brexicie, poprawa sytuacji ekonomicznej w Polsce oraz ograniczenia związane z pandemią. Mimo to polska społeczność pozostaje jedną z największych i najbardziej aktywnych grup imigranckich w Wielkiej Brytanii, odgrywając istotną rolę w życiu gospodarczym i kulturalnym kraju.

## Kultura
- Instytut Piłsudskiego

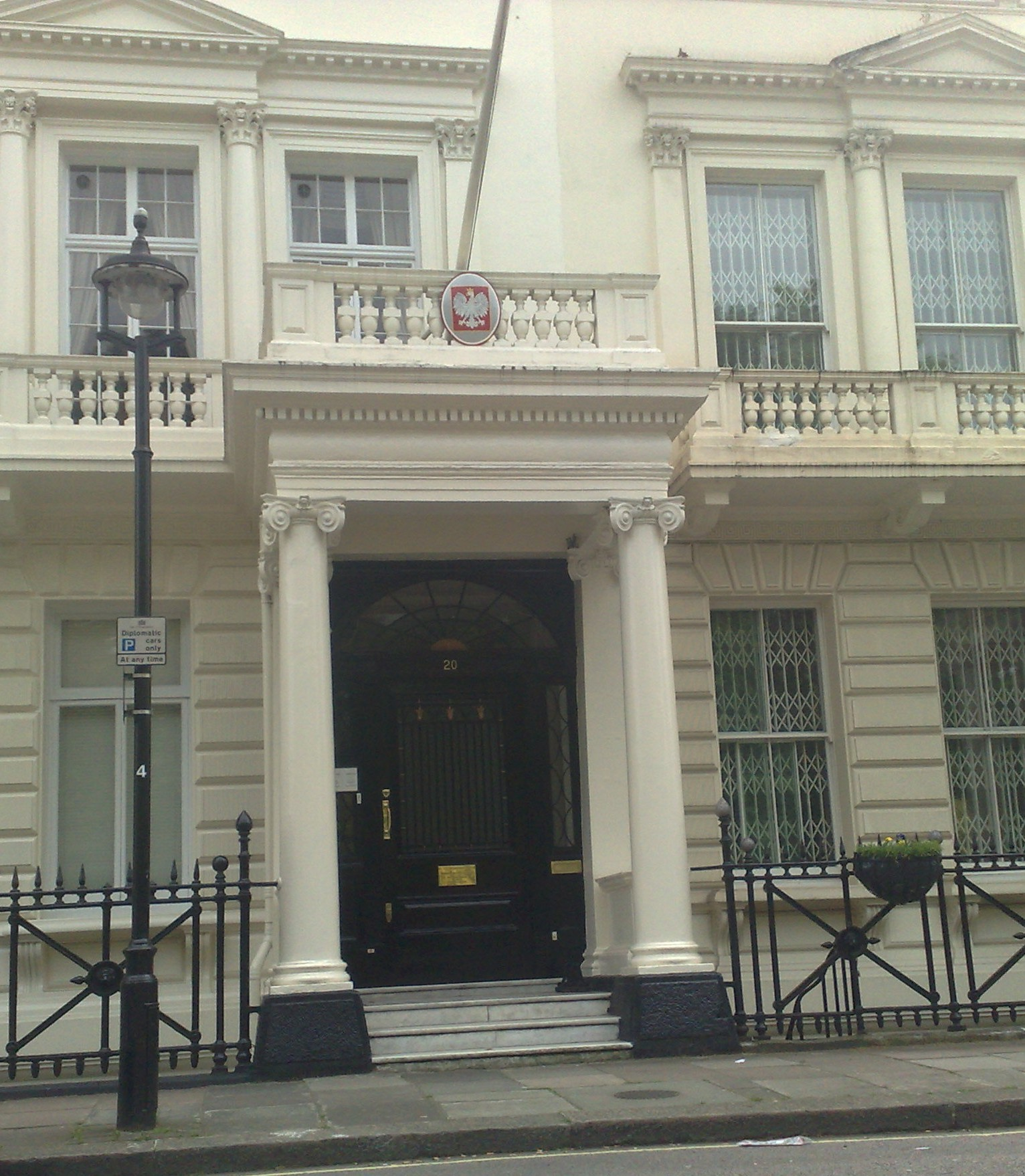
Instytut Polski i Muzeum im. gen. Sikorskiego w Londynie, IPMS

- Instytut Polski i Muzeum im. gen. Sikorskiego w Londynie
- Ognisko Polskie w Londynie – pierwszy polski klub, restauracja i teatr/sala wystawowa
- Polska Fundacja Kulturalna
- Polska Macierz Szkolna w Wielkiej Brytanii
- POSK Polski Ośrodek Społeczno-Kulturalny w Londynie[17] – siedziba szeregu organizacji zajmujących się sprawami kombatanckimi oraz promocją polskiej kultury, oświaty i sztuki w Wielkiej Brytanii.
- Polski Uniwersytet na Obczyźnie

## Przestępczość
Według statystyk National Police Chiefs’ Council z 2015 Polacy stanowili najliczniejszą grupę (10 300 osób) spośród obywateli państw Unii Europejskiej skazanych za przestępstwa popełnione na terenie Wielkiej Brytanii. W 2016 w brytyjskich więzieniach, karę pozbawienia wolności, odsiadywało ponad tysiąc Polaków.
Po ogłoszeniu wyników referendum dotyczącego opuszczenia UE przez Wielką Brytanię, nasiliły się ataki na tle ksenofobicznym na Polaków m.in. w sierpniu 2016 doszło do zabójstwa z nienawiści w angielskim mieście Harlow.

## Prasa
- Cooltura Polish Weekly Magazine tygodnik
- Dziennik Polski i Dziennik Żołnierza
- Goniec Polski tygodnik
- Nowy Czas miesięcznik
- Polski Magazyn w UK

## Polacy związani z Wielką Brytanią

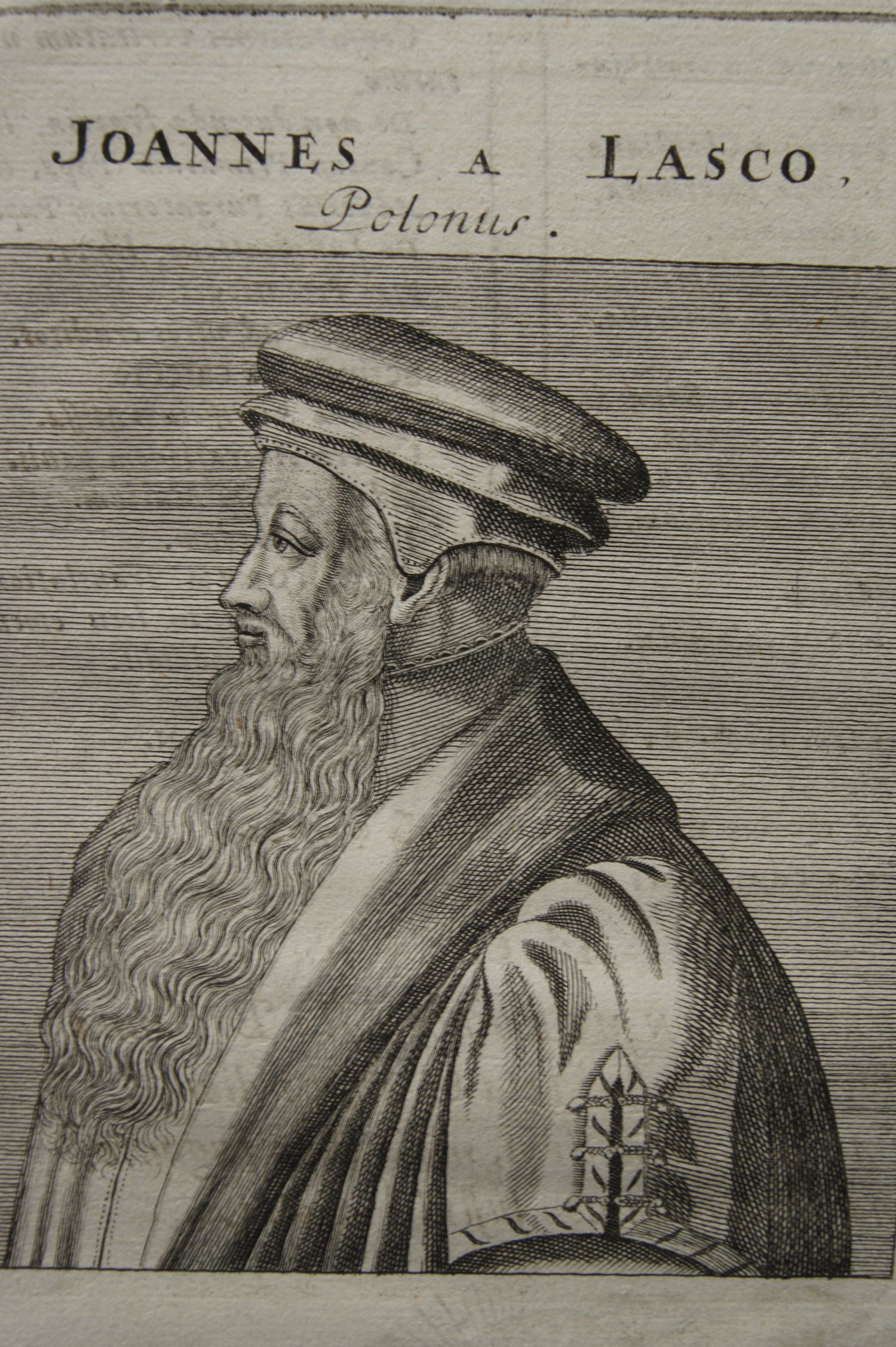
Jan Łaski

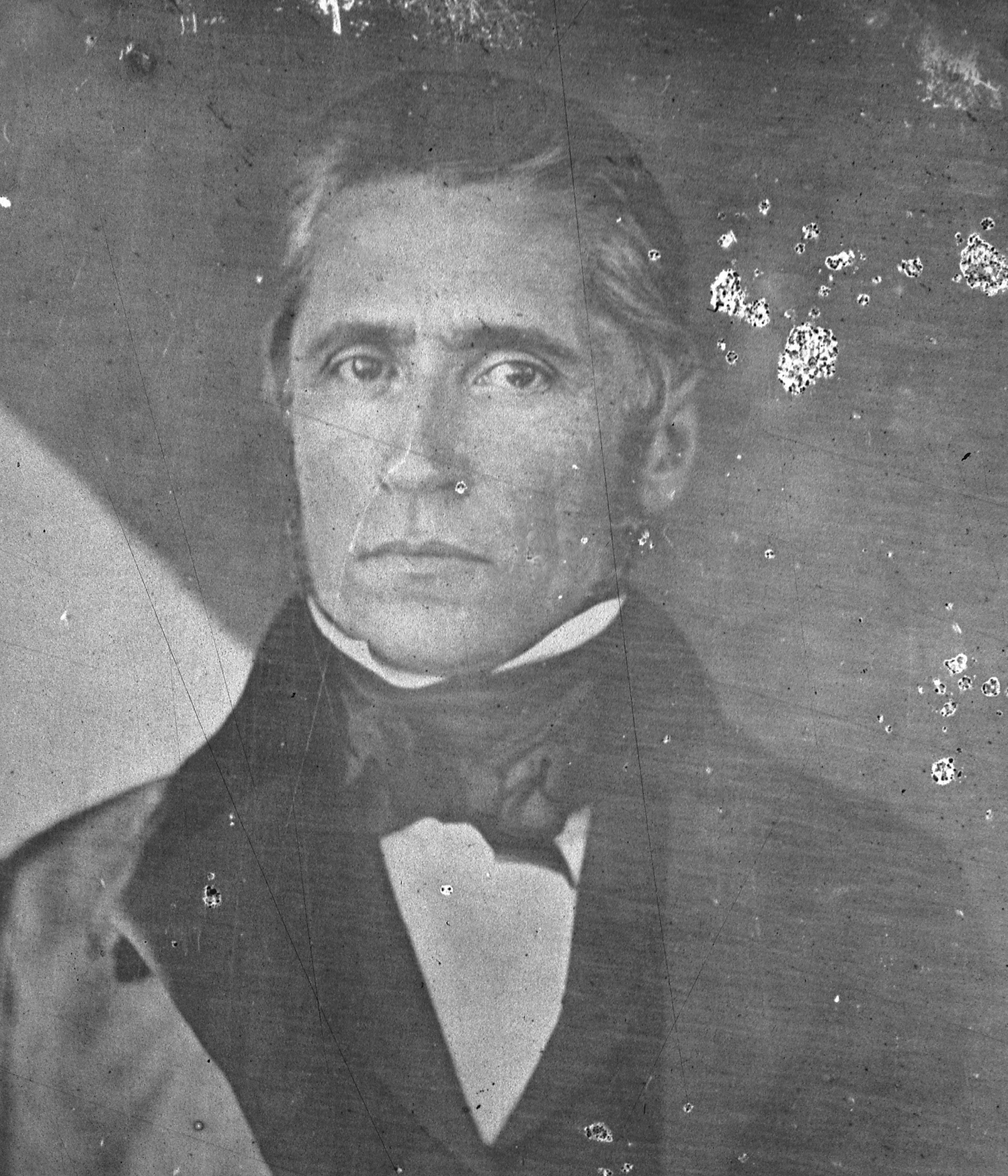
Paweł Edmund Strzelecki

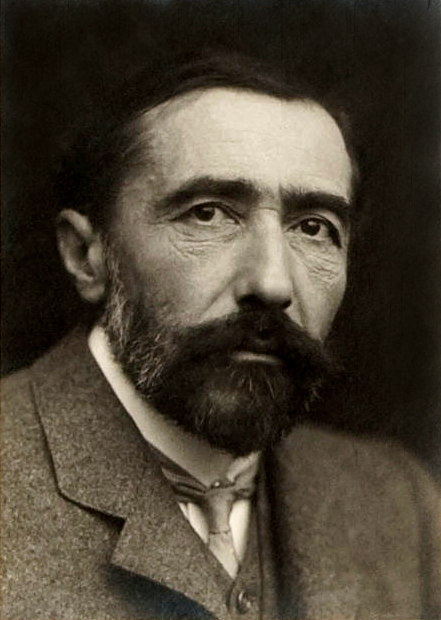
Joseph Conrad

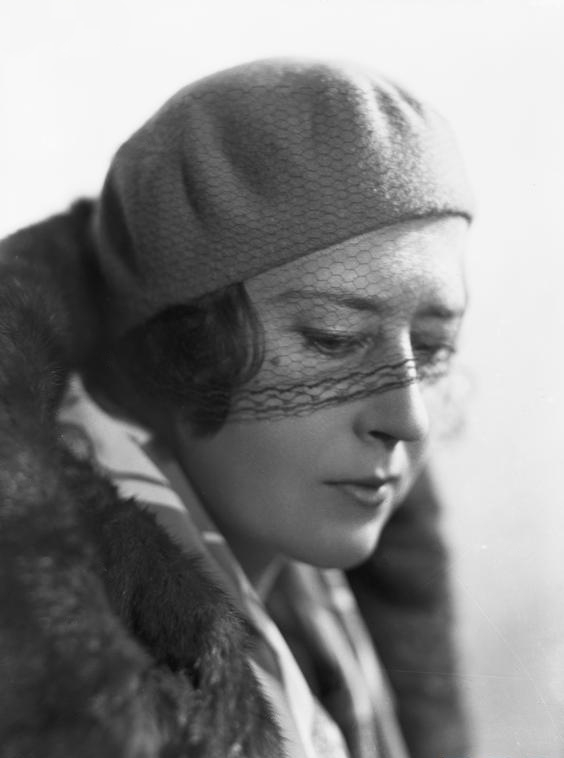
Maria Pawlikowska-Jasnorzewska

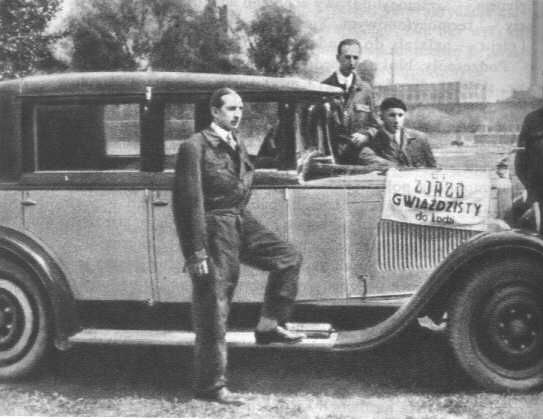
Stetysz

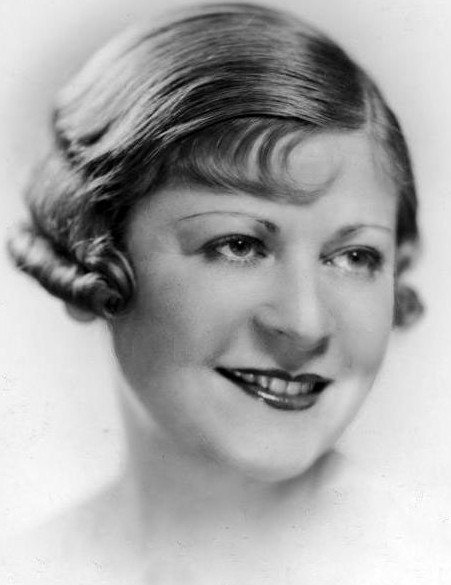
Zofia Terné

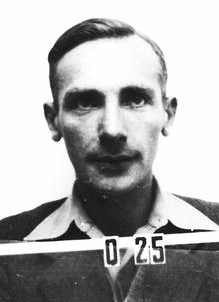
Józef Rotblat

- Jan Łaski (1499–1560) – duchowny i działacz reformacji na terenie Anglii
- Józef Boruwłaski (1739–1837) – słynny karzeł i pamiętnikarz
- Paweł Edmund Strzelecki (1797–1873) – podróżnik, geolog, geograf, badacz i odkrywca
- Tadeusz Krępowiecki (1798–1847) – polityk i publicysta, działacz niepodległościowy, uczestnik powstania listopadowego
- Stanisław Gabriel Worcell (1799–1857) – działacz polityczny, pisarz i publicysta
- Piotr Steinkeller (1799–1854) – przedsiębiorca i bankier, pionier polskiego przemysłu
- Piotr Falkenhagen-Zaleski (1809–1883) – finansista, powstaniec listopadowy, działacz emigracyjny
- Zenon Świętosławski (1811–1875) – działacz emigracyjny, uczestnik powstania listopadowego oraz partyzantki Zaliwskiego, socjalista utopijny
- Stanisław Julian Ostroróg (1835–1890) – oficer Wojny Krymskiej, wynalazca, poeta, fotograf
- Bernard Alojzy Łubieński (1846–1933) – zakonnik, prezbiter
- Joseph Conrad (1857–1924) – pisarz angielskojęzyczny
- Konstanty Skirmunt (1866–1949) – dyplomata, długoletni ambasador II Rzeczypospolitej przy Dworze Św. Jakuba
- Józef Haller (1873–1960) – generał broni Wojska Polskiego, Naczelny Dowódca wszystkich Wojsk Polskich
- Stanisław Sosabowski (1892–1967) – generał brygady, dowódca 1 Brygady Spadochronowej, z którą walczył w bitwie o Arnhem
- Jerzy Świrski (1882–1959) – kontradmirał Polskiej Marynarki Wojennej
- Teresa Łubieńska (1884–1957) – działaczka społeczna, porucznik Armii Krajowej
- Bronisław Malinowski (1884–1942) – antropolog
- Władysław Raczkiewicz (1885–1947) – prezydent Rzeczypospolitej Polskiej na Uchodźstwie w latach 1939–1947
- Maria Antonina Czaplicka (1886–1921) – etnografka
- Mieczysław Lubelski (1887–1965) – rzeźbiarz, ceramik
- Stanisław Rola-Arciszewski (1888–1953) – pułkownik dyplomowany artylerii Wojska Polskiego, publicysta wojskowy
- Józef Retinger (1888–1969) – pisarz i polityk
- Zygmunt Nowakowski (1891–1963) – pisarz, dziennikarz, aktor, reżyser, współpracownik Radia Wolna Europa
- Maria Pawlikowska-Jasnorzewska (1891–1945) – poetka, dramatopisarka
- Zygmunt Podhorski (1891–1960) – generał brygady
- Edward Bernard Raczyński (1891–1993) – dyplomata, Prezydent RP na Uchodźstwie
- Stanisław Maczek (1892–1994) – generał dywizji Wojska Polskiego, honorowy obywatel Holandii
- Michał Tokarzewski-Karaszewicz (1893–1964) – generał dywizji Polskich Sił Zbrojnych, wolnomularz, teozof, duchowny Kościoła liberalnokatolickiego
- Stefan Tyszkiewicz (1894–1976) – inżynier, wynalazca
- Mieczysław Grydzewski (1894–1970) – historyk, felietonista, dziennikarz, redaktor czasopisma „Skamander” oraz tygodnika „Wiadomości Literackie”
- Wanda Gertz (1896–1958) – działaczka patriotyczna i niepodległościowa, major Wojska Polskiego, żołnierz Kedywu
- Gustaw Łowczowski (1897–1984) – żołnierz Legionów Polskich, pułkownik piechoty Wojska Polskiego II RP i Polskich Sił Zbrojnych na Zachodzie
- Klemens Rudnicki (1897–1992) – generał dywizji,
- Beata Obertyńska (1898–1980) – poetka
- Sawa (Sowietow) (1898–1951) – biskup Polskiego Autokefalicznego Kościoła Prawosławnego, generał brygady na czas wojny Wojska Polskiego.
- Halszka Wasilewska (oficer) (1899–1961) – oficer Wojska Polskiego II RP i Polskich Sił Zbrojnych na Zachodzie
- Roman Wajda (1901–1974) – polski inżynier, podpułkownik saperów Wojska Polskiego, główny pomysłodawca budowy Polskiego Ośrodka Społeczno-Kulturalnego w Londynie, wykładowca i działacz polonijny w Wielkiej Brytanii
- Marian Hemar (1901–1972) – poeta, satyryk, komediopisarz, dramaturg, tłumacz poezji, autor tekstów piosenek
- Adam Ciołkosz (1901–1978) – polityk, oficer, publicysta, mąż Lidii
- Aniela Pawlikowska (1901–1980) – polska malarka, portrecistka i autorka ilustracji książkowych
- Lidia Ciołkosz (1902–2002) – działaczka socjalistyczna, publicystka, historyczka,
- Józef Mackiewicz (1902–1985) – pisarz, publicysta
- Jadwiga Harasowska (1904–1978) – wydawca
- Adam Harasowski (1904–1996) – kompozytor, szopenolog, inżynier mechanik
- Aleksandra Stypułkowska (1906–1982) – adwokatka, dziennikarka
- Feliks Topolski (1907–1989) – malarz i rysownik
- Tadek Marek (1908–1982) – inżynier, konstruktor
- Józef Rotblat (1908–2005) – fizyk, radiobiolog, Laureat Pokojowej Nagrody Nobla
- Krystyna Skarbek (1908–1952) – agentka brytyjskiego wywiadu
- Henryk Zygalski (1908–1978) – matematyk i kryptolog
- Marek Żuławski (1908–1985) – malarz, grafik, esejista
- Zofia Terné (1909–1985) – aktorka kabaretowa, kompozytorka, pianistka
- Jerzy Mirewicz (1909–1996) – TJ, prezbiter, pisarz, wykładowca i redaktor
- Lew Sapieha (1913–1990), ułan, dziennikarz i tłumacz
- Andrzej Panufnik (1914–1991) – kompozytor, dyrygent
- Edward Szczepanik (1915–2005) – polski ekonomista (doktor ekonomii), premier Rządu RP na uchodźstwie w latach 1986–1990
- Franciszek Kornicki (1916–2017) – dowódca wojskowy
- Zbigniew Makowiecki (1917–2017) – kawalerzysta, pułkownik
- Mieczysław Stachiewicz (1917) – architekt, pilot
- Hanna Segal (1918–2011) – lekarka, psychoanalityczka
- Ryszard Kaczorowski (1919–2010) – prezydent Rzeczypospolitej Polskiej na Uchodźstwie w latach 1989–1990
- Anna Sabbat (1924–2015) – polska działaczka emigracyjna w Wielkiej Brytanii, żona Kazimierza Sabbata, pierwsza dama
- Andrzej Ciechanowiecki (1924–2015) – historyk sztuki, marszand, mecenas kultury
- Zbigniew Pełczyński (1925) – filozof, profesor emerytowany Uniwersytetu Oksfordzkiego
- Zygmunt Bauman (1925–2017) – socjolog, filozof
- Jan Darowski (1926–2008) – poeta, eseista, tłumacz
- Leszek Kołakowski (1927–2009) – filozof, profesor na Uniwersytecie Oksfordzkim
- Bolesław Taborski (poeta) (1927–2010) – pisarz, teatrolog, krytyk literacki, tłumacz, dziennikarz BBC
- Zofia Butrym (1927–2017) – polska socjolog, specjalistka w dziedzinie pracy społecznej
- Artur Rynkiewicz (1927–2019) – minister spraw emigracji w ostatnim Rządzie RP na uchodźstwie
- Bolesław Sulik (1929–2012) – reżyser, dziennikarz, przewodniczący Krajowej Rady Radiofonii i Telewizji
- Jerzy Kulczycki (wydawca) (1931–2013) – polski księgarz i wydawca
- Anna Maria Anders (1950) – polityk, senator IX kadencji Senatu RP, ambasador RP we Włoszech i San Marino, córka Władysława Andersa
- Krzysztof Śmietana – skrzypek
- Andrzej Suchcitz (1959) – historyk, publicysta, archiwista
- Radosław Sikorski (1963) – polityk, minister

## Religia
Dla wiernych kościoła rzymskokatolickiego w kilkudziesięciu miastach są polskie parafie oraz odbywają się msze w języku polskim. W języku polskim odbywają się również spotkania religijne innych wyznań m.in. Świadków Jehowy.

## Galeria

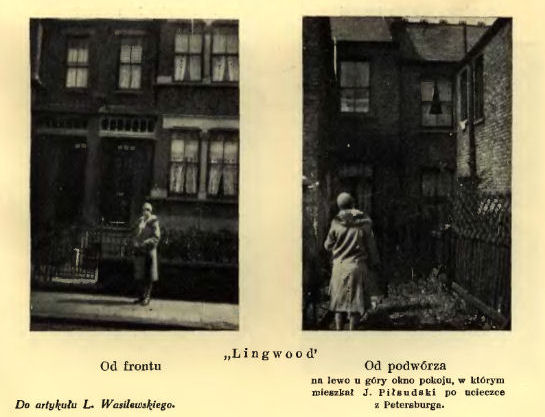
„Lingwood”, mieszkanie Wasilewskich na Leytonstone ok. 1898
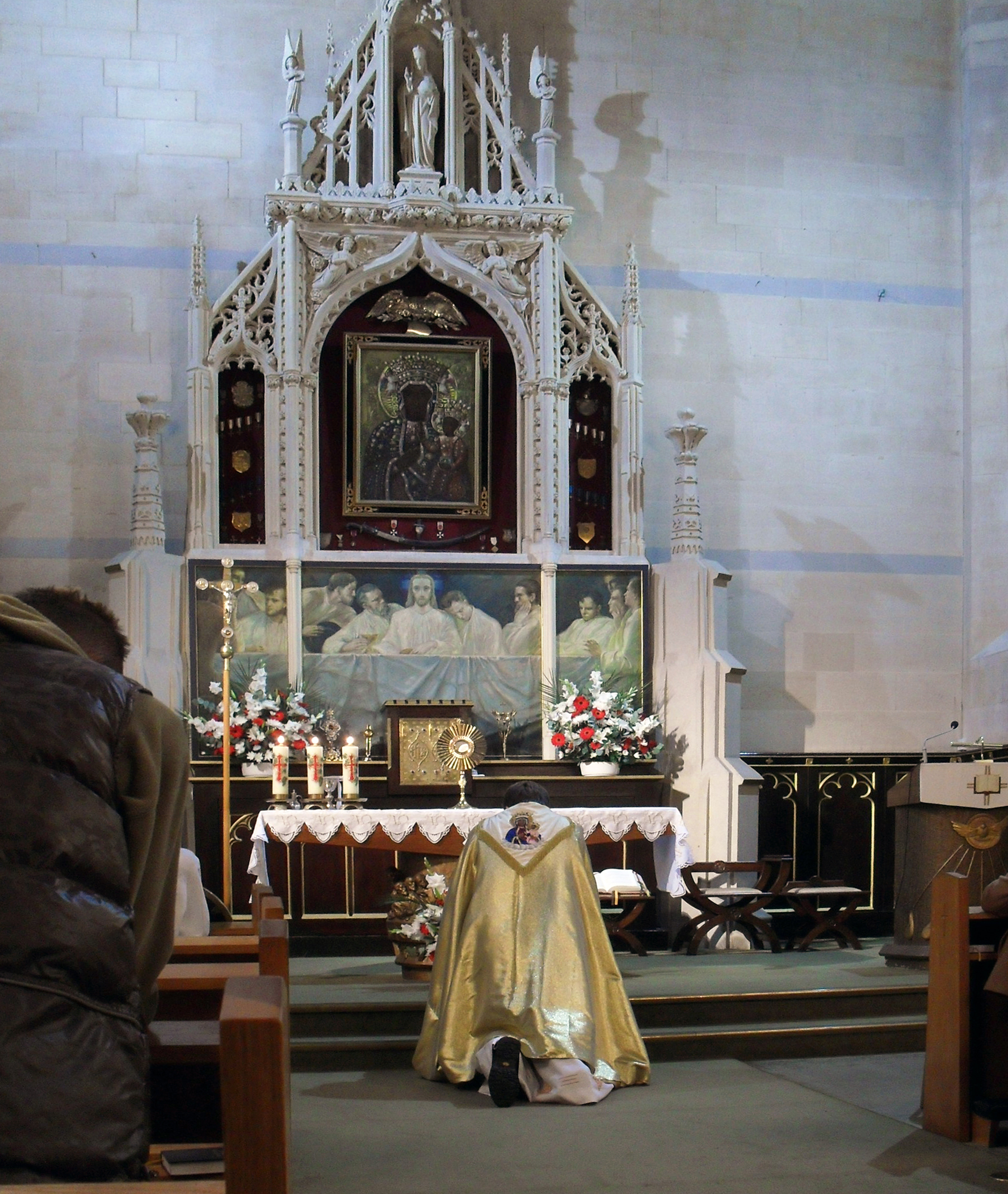
Ołtarz w pierwszym polskim kościele pw MB. Częstochowskiej, przy Devonia Road Islington
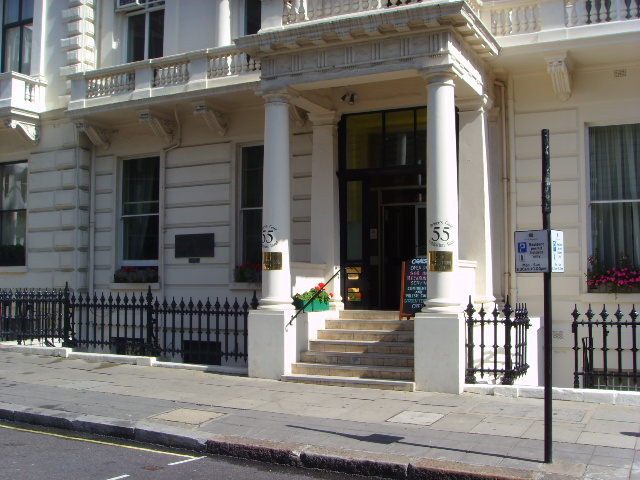
Ognisko Polskie w Londynie
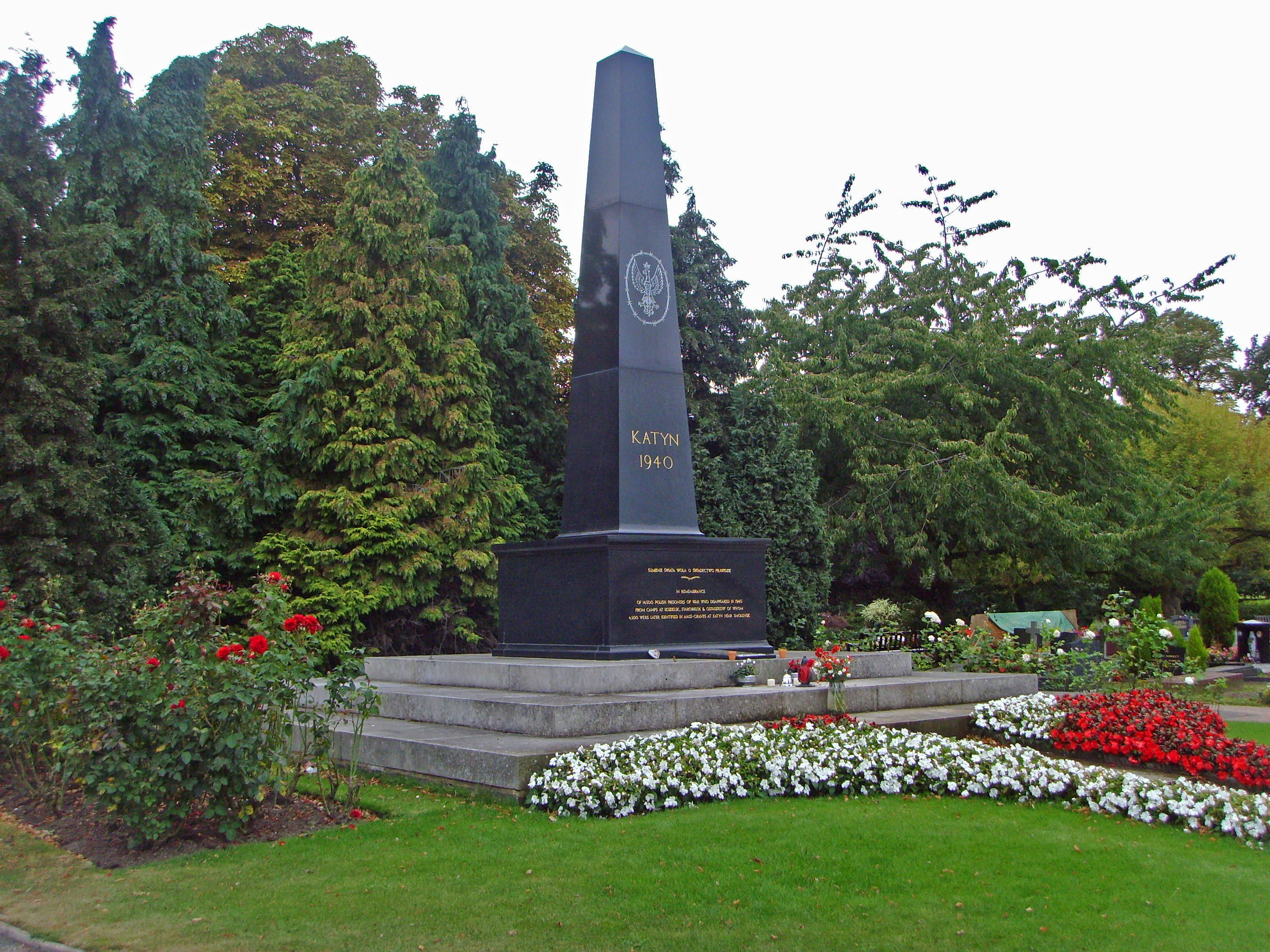
Pomnik katyński na Gunnersbury, Londyn
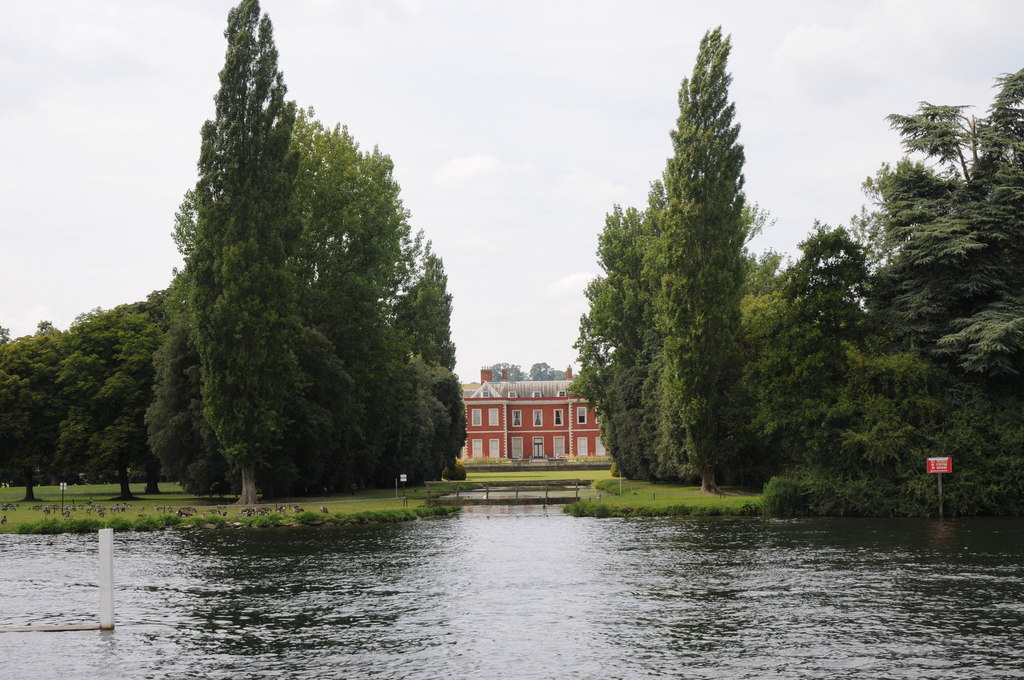
dawne polskie kolegium Miłosierdzia Bożego nad Tamizą w Fawley Court
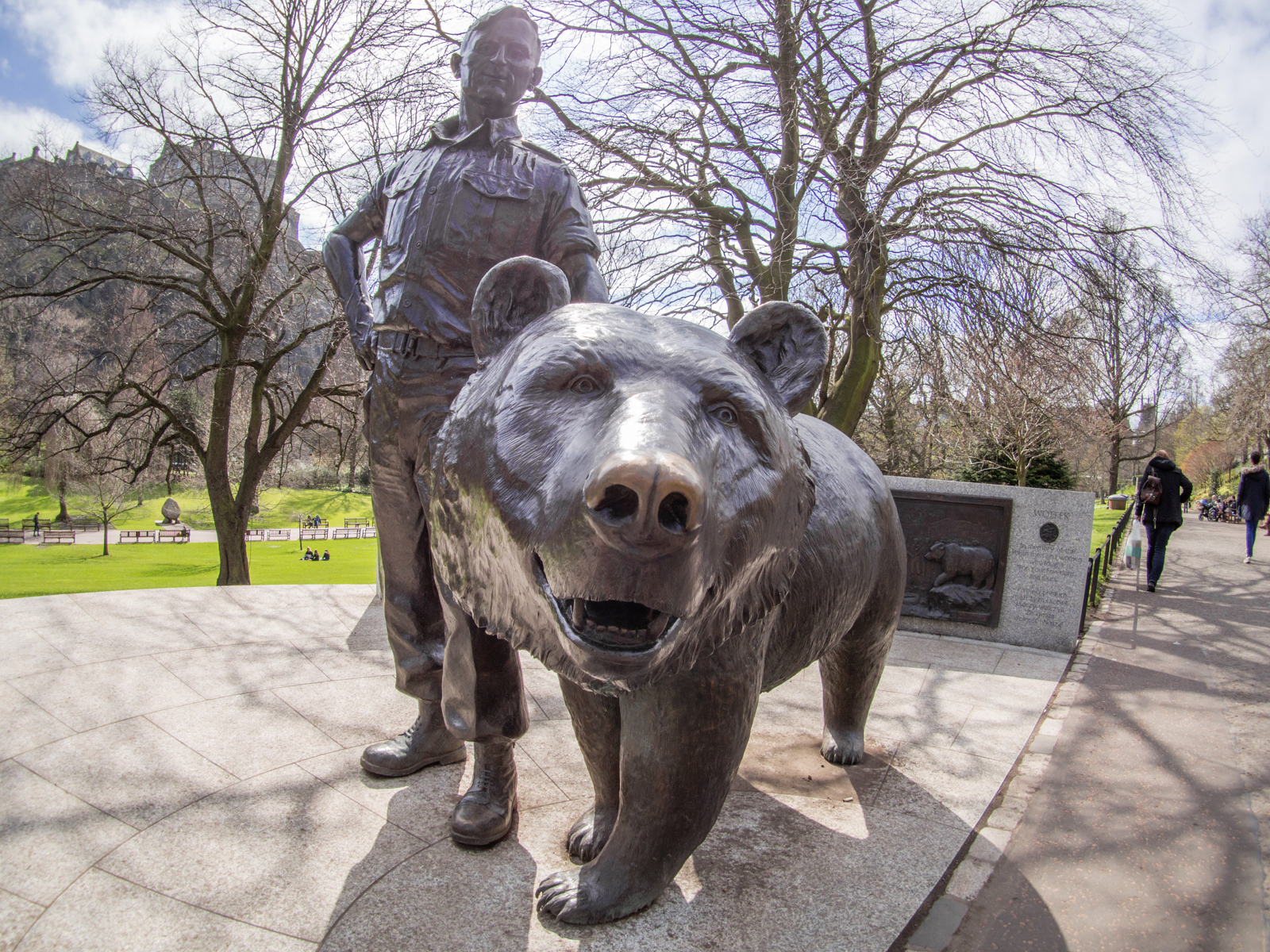
Rzeźba Wojtka z polskim żołnierzem w Edynburgu
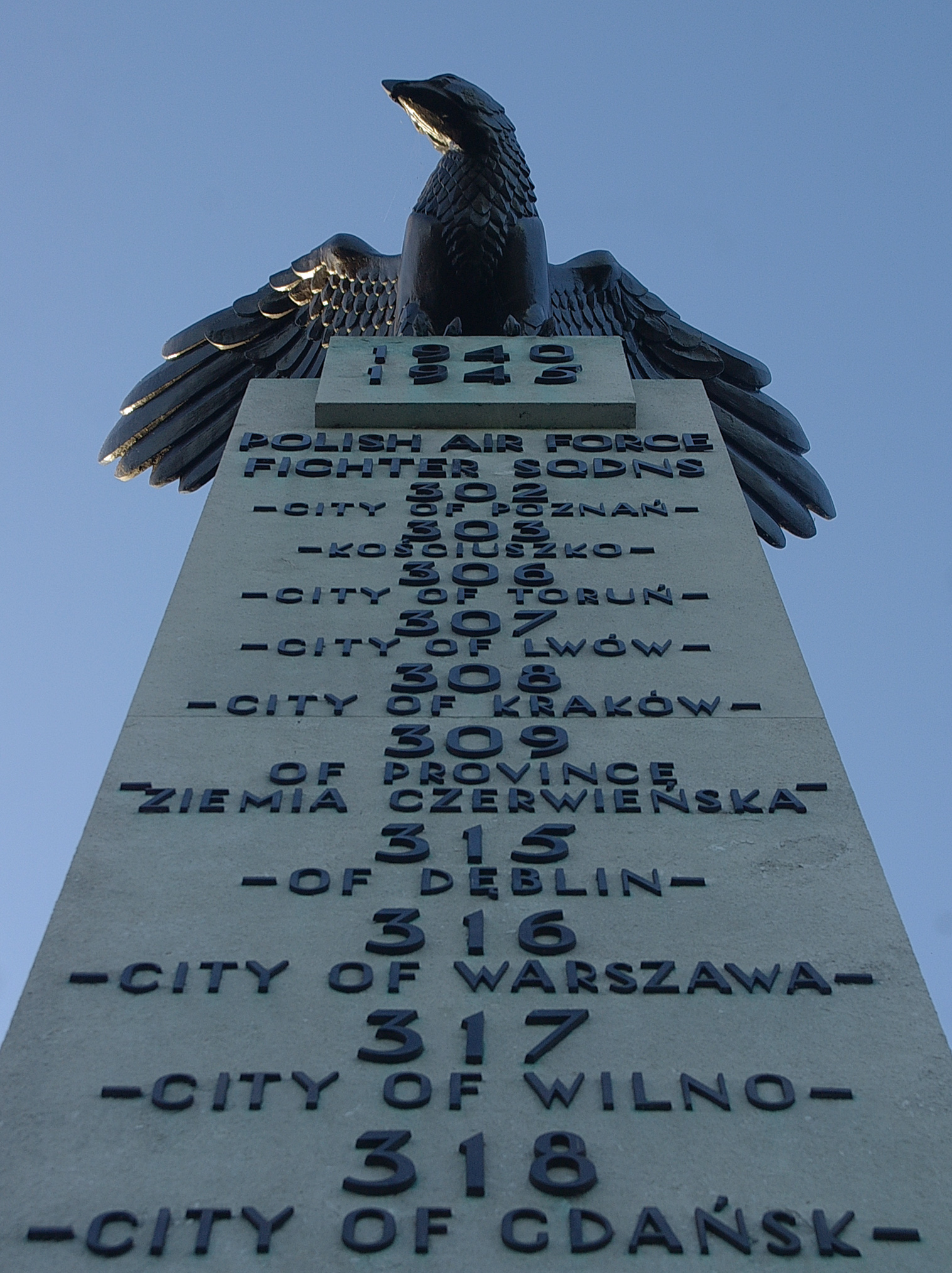
Polish Air Force Memorial, dłuta Lubelskiego, w Ruislip, w Londynie
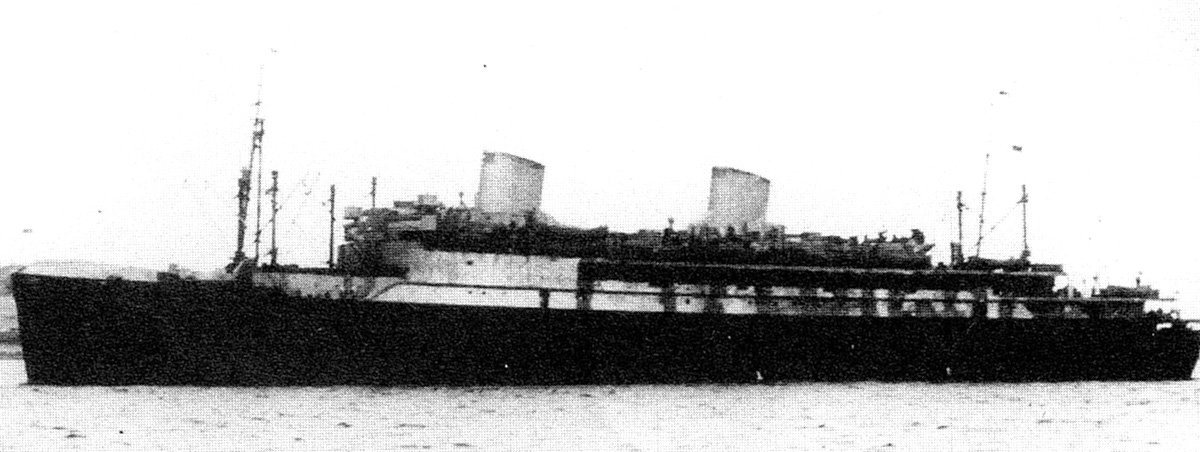
MS Batory w barwach wojennych brytyjskiej admiralicji
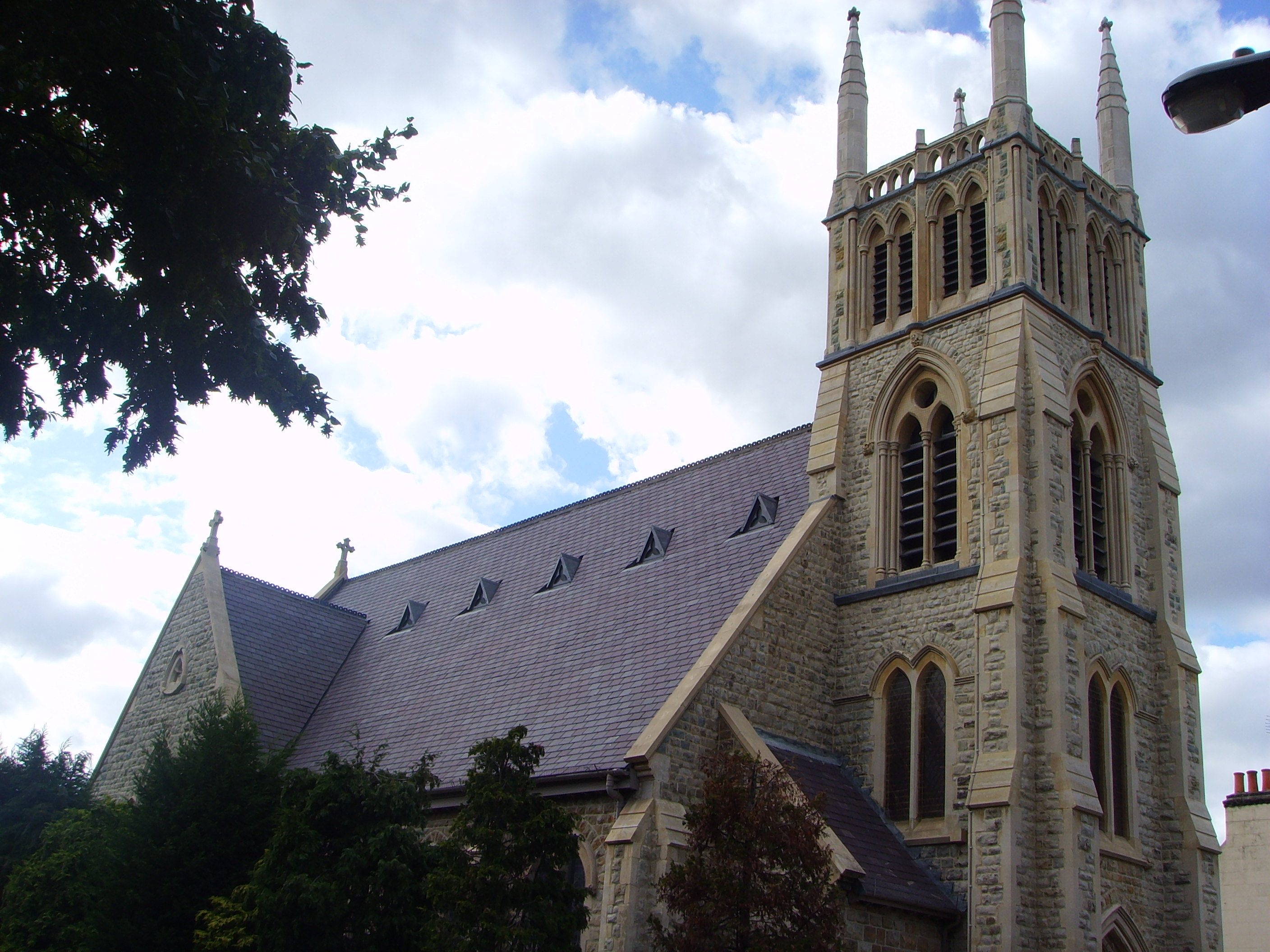
Kościół św. Andrzeja Boboli w Londynie, tzw. „garnizonowy”
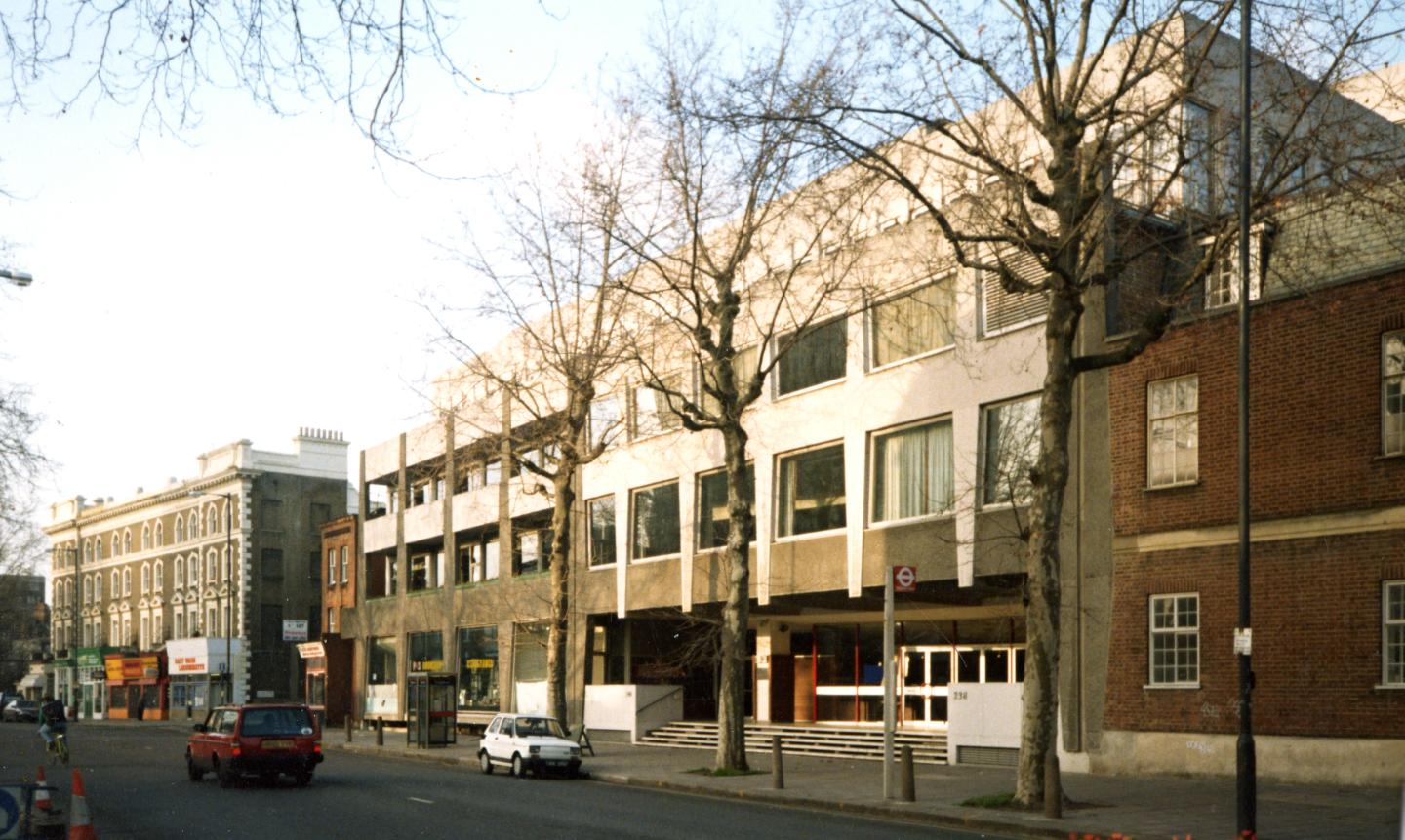
Londyn-POSK-1992